# ホンダ・NR

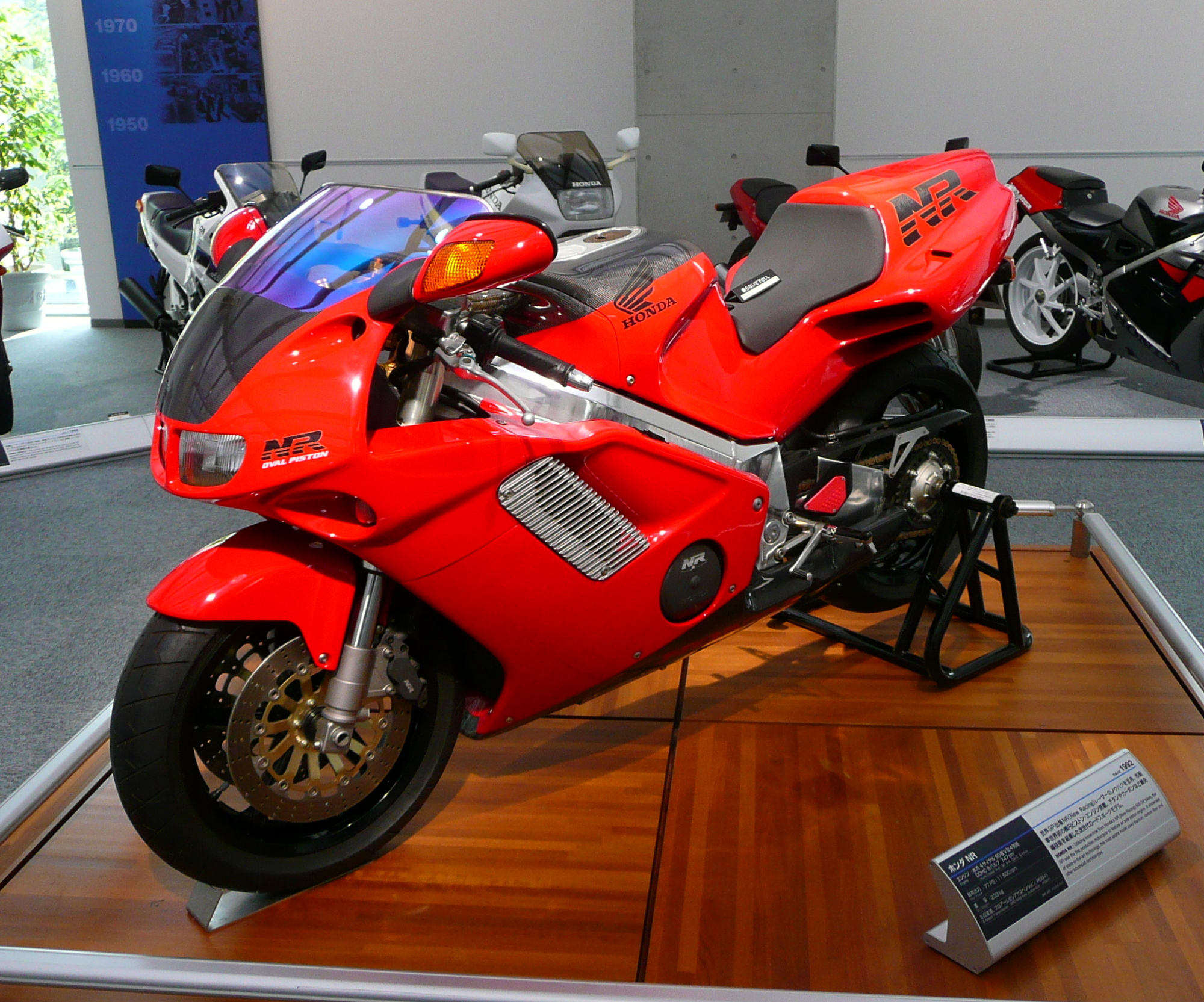
HONDA NR(市販車)

ホンダ・NR(ホンダ・エヌアール)とは、本田技研工業およびホンダ・レーシングが開発したオートバイであり、当初はロードレース世界選手権用競技専用車両として開発されていたが、一般販売も視野に入れ開発が行われた後に公道向け市販車としても製造販売された。NRは、New Racingの頭文字である。

## モデル一覧

### NR500

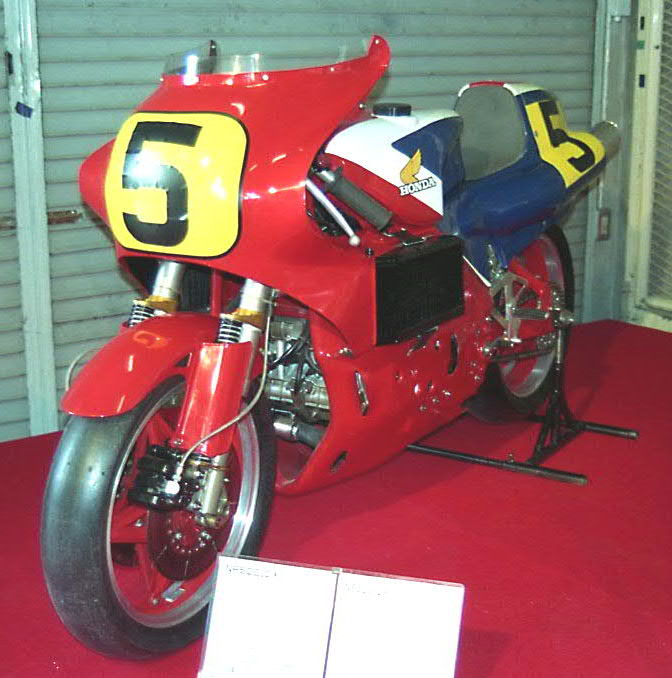
1979年型NR500(ゼッケン5は片山敬済)

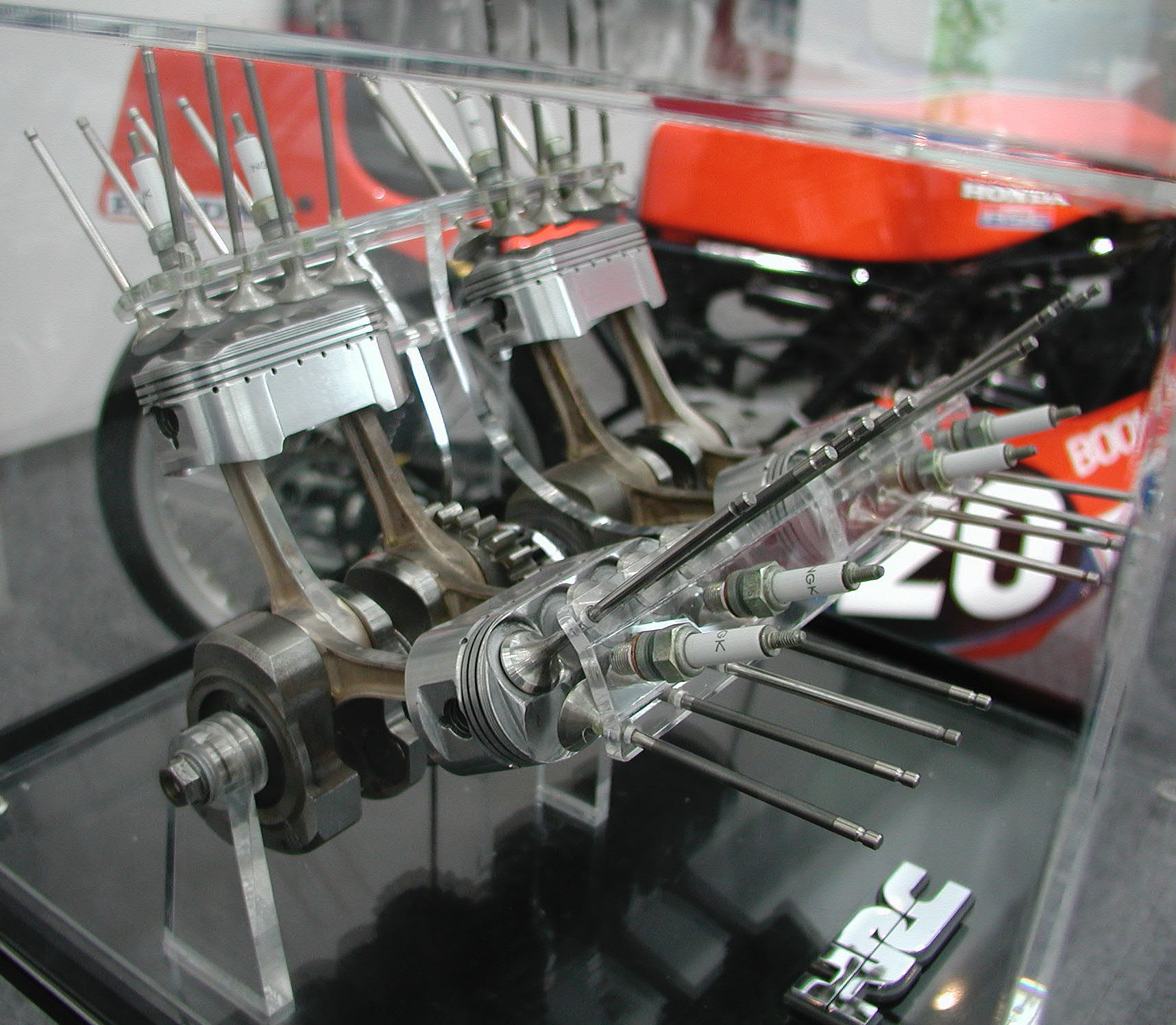
NR500のピストン周り

2ストロークエンジンはクランク軸の1回転ごとに爆発行程が1回あるが、4ストロークエンジンは2回転に1回と半分であるため、同じ排気量と回転数では2ストロークエンジンより出力が低い。しかもNRの開発が開始された当時のロードレース世界選手権(当時通称:WGP 現:MotoGP)のレギュレーション(車両規定)は、現在のMotoGPとは異なり4ストローク車に排気量のハンディキャップは与えられず、また最大シリンダ数が4と制限されていたため、ホンダが得意としていた5気筒、6気筒エンジン等の多気筒エンジンは採用できなかった。
そこでNRブロックの総責任者であった入交昭一郎は従来の2つの気筒の円を直線で繋いだ形の長円ピストンを発想し、最大4気筒というWGPのレギュレーションを満たしつつ、V型8気筒と同じ32本の吸排気バルブ、8本の点火プラグと1気筒あたり2本のコネクティングロッドを備えたV型4気筒長円ピストンエンジンを開発した。こうして理論的には2ストロークに対抗できる可能性のある4ストロークエンジンが完成した。
この長円ピストンは関係者の間でUFOピストンの名で呼ばれ、技術開発(特にピストンリング)にまつわる特許申請の都合上、NR500および長円ピストンエンジンの研究が終了する1984年頃までピストン形状が長円であることは秘匿とされた。

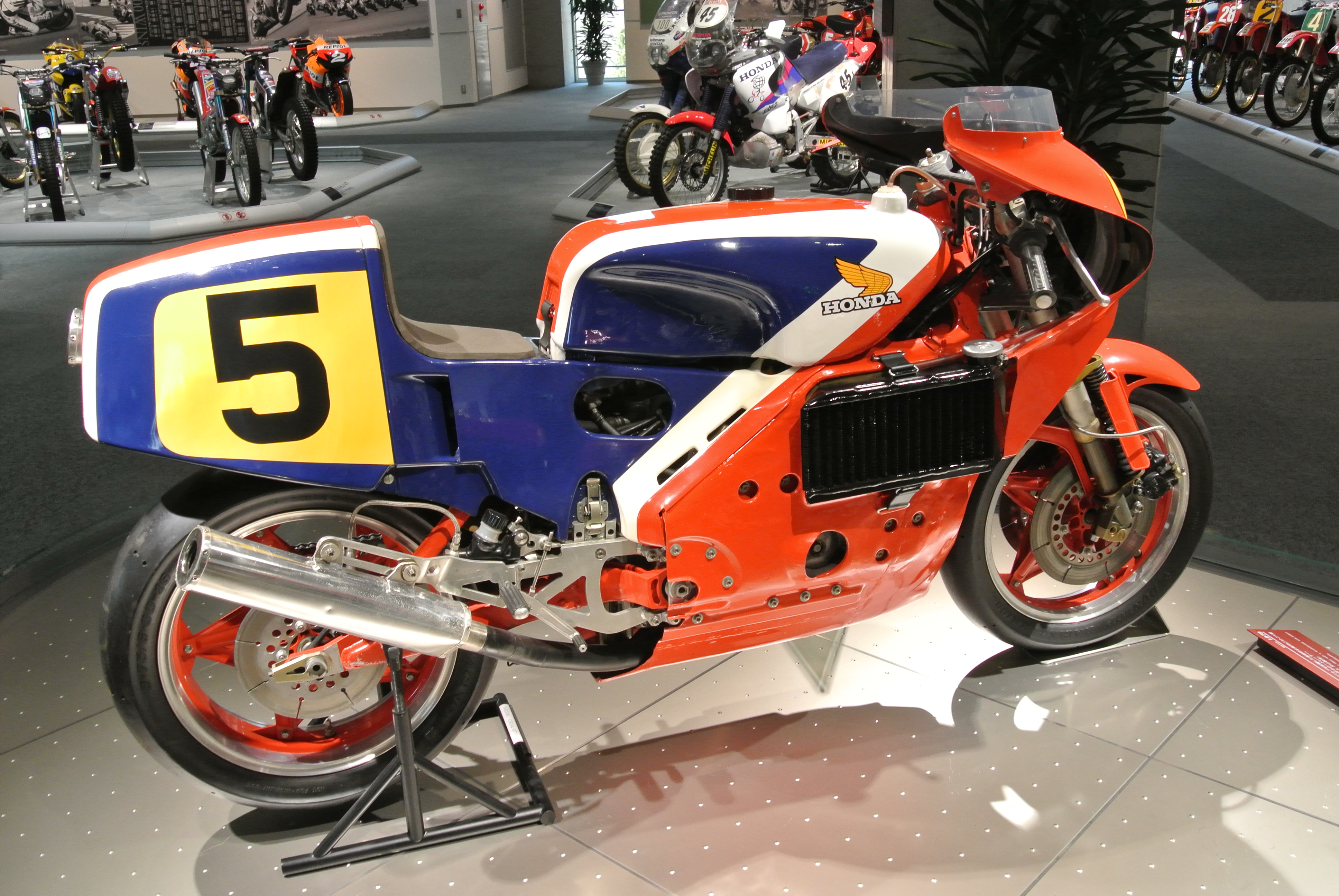
NR500サイドビュー

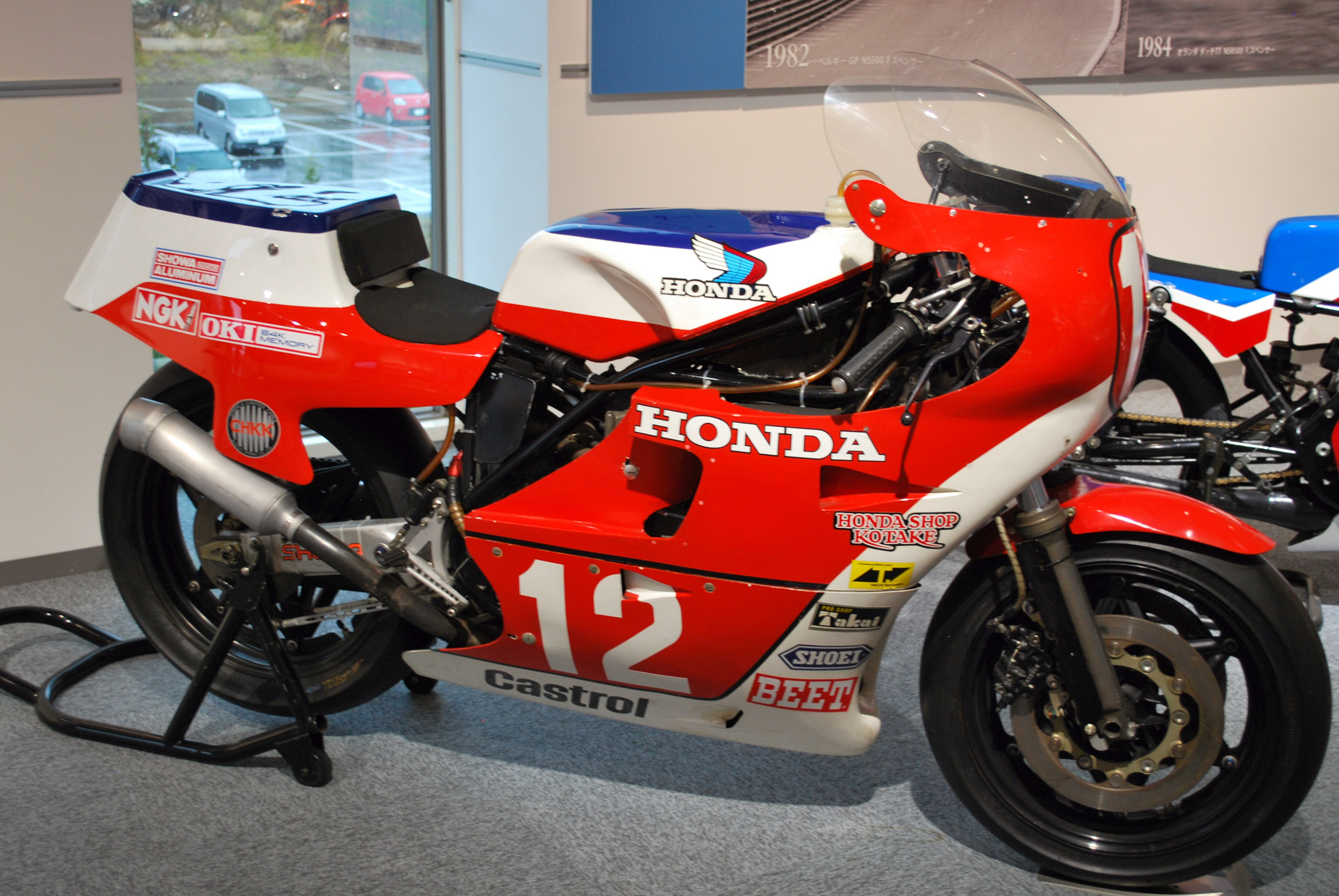
NR500 2Xモデル(1982年全日本選手権仕様)

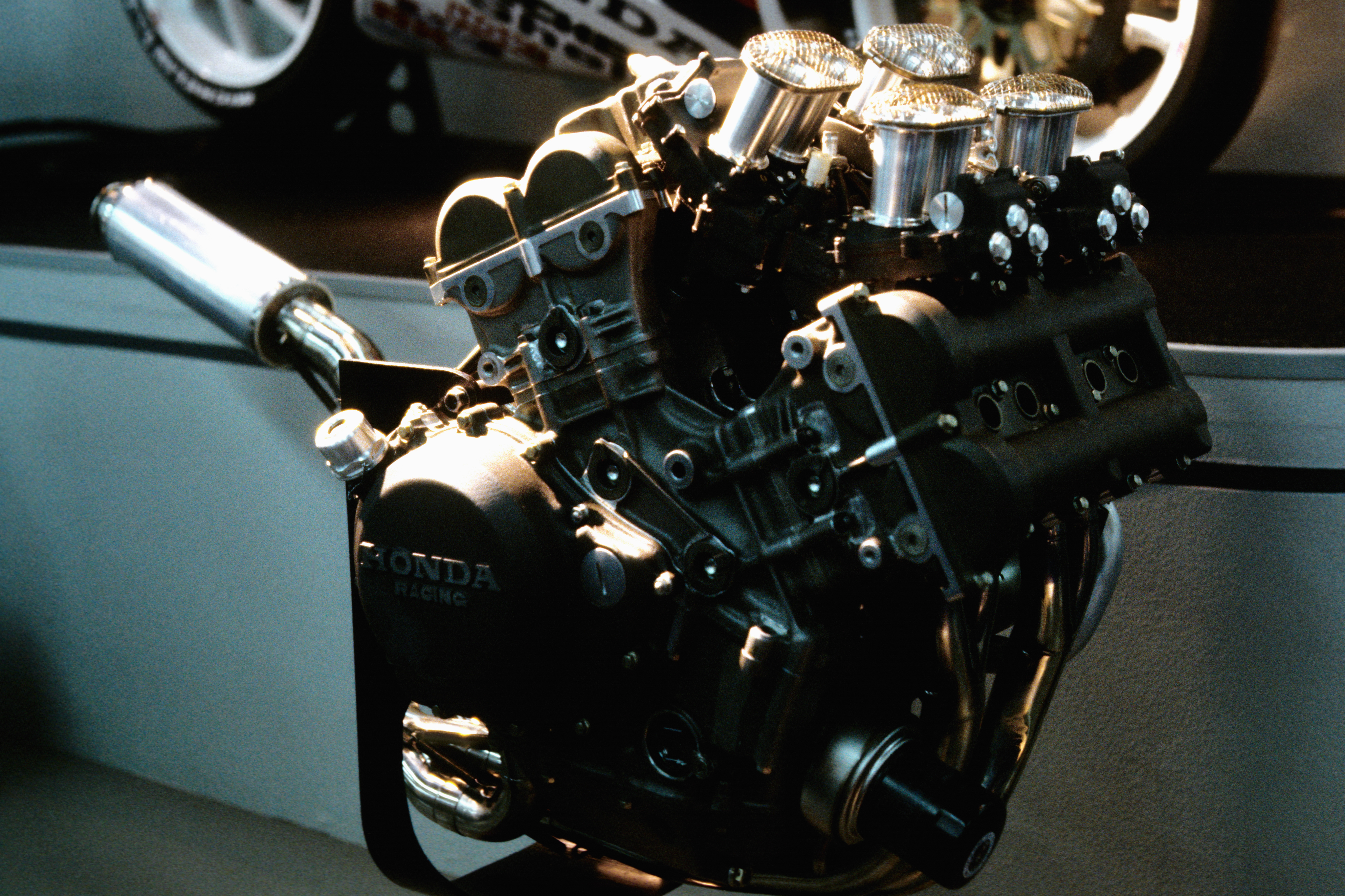
NR500用エンジン(1987年東京モーターサイクルショーにて展示)

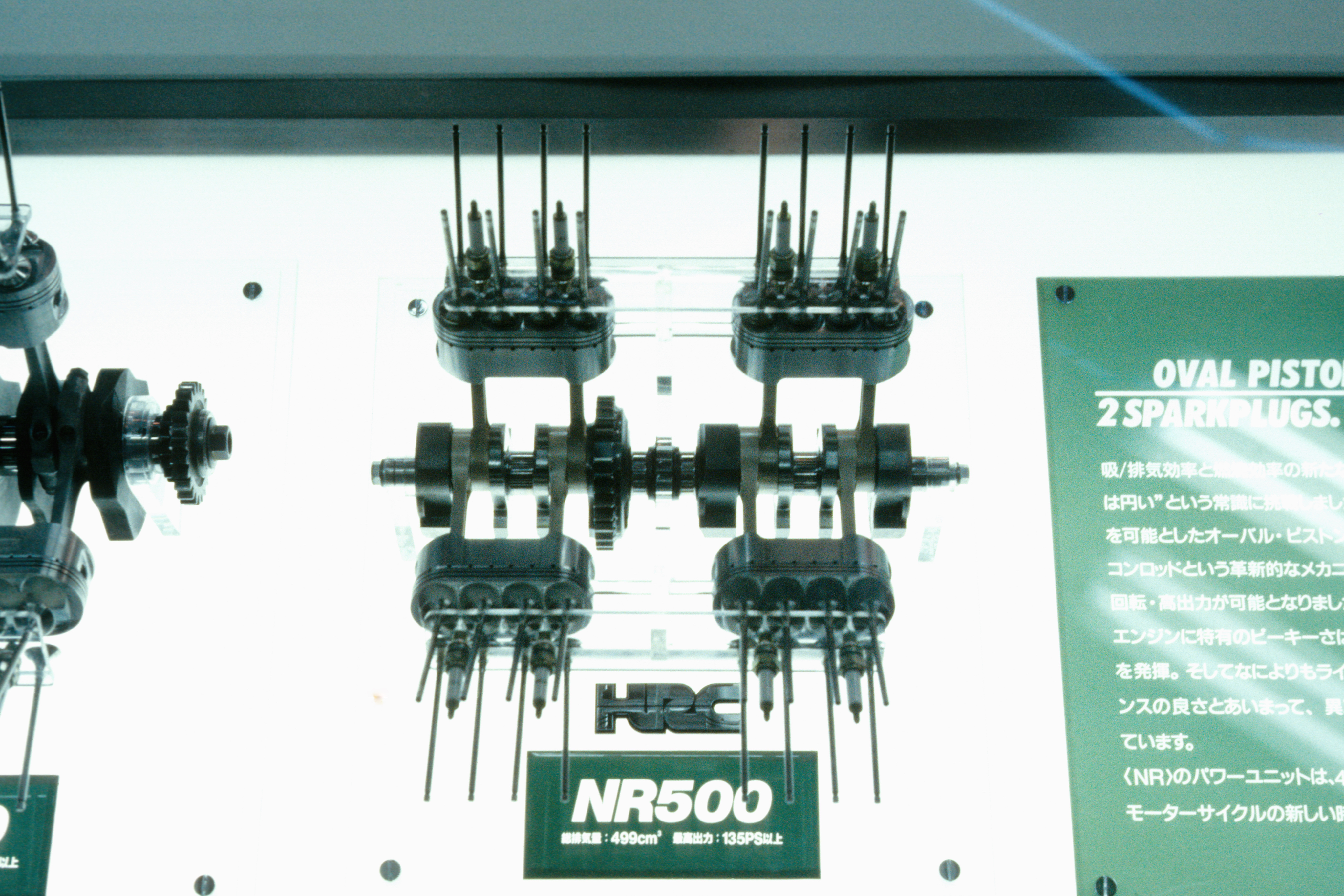
NR500の楕円ピストン周り(1987年東京モーターサイクルショーにて展示)

この車両の開発において、アルミモノコック・フレーム、倒立フロントフォーク、サイドラジエータなどの新しい技術が生まれ、特に当時レースマシンの主流であった2ストロークエンジンと比較して強力な4ストロークエンジン特有のエンジンブレーキによる後輪のホッピングを防ぐ機構がバックトルクリミッターとして同社の市販車にフィードバックされた。

#### 主要諸元
1979年 0X
エンジン - 水冷4ストローク・DOHC32バルブ・バンク角100度V型4気筒ガソリンエンジン
排気量 - 499.5 cc
最高出力 - 115ps以上/19,000rpm
最大トルク - 4.6kgm/16,000rpm
乾燥重量 - 130kg
変速機 - 常時噛合式6段
フレーム形式 - アルミモノコック
懸架方式 - 前・テレスコピック(倒立)、後・スイングアーム
ホイールサイズ - 16インチ
1980年 1X
最高出力 - 120ps以上/19,000rpm
フレーム形式 - 鋼管フレーム(ダイヤモンド形状フレーム)
懸架方式 - 前・テレスコピック
ホイールサイズ - 18インチ
特記 - バックトルク・リミッター採用
1981年 2X
エンジン - 水冷4ストローク・DOHC32バルブ・バンク角90度V型4気筒ガソリンエンジン
排気量 - 498cc
最高出力 - 120PS以上 / 19,000rpm
フレーム形式 - スチールパイプ製クレードルフレーム
懸架方式 - 前・テレスコピック、後・スイングアーム
1982年 NR500-4 全日本選手権最終戦・日本GP用最終モデル
エンジン - 水冷4ストローク・DOHC32バルブ・バンク角90度V型4気筒ガソリンエンジン
排気量 - 499.49cc
最高出力 - 128ps/19,000rpm
最大トルク - 4.8kgm/15,000rpm
フレーム形式 - ダブルクレードル
特記 - フレームがアルミ製

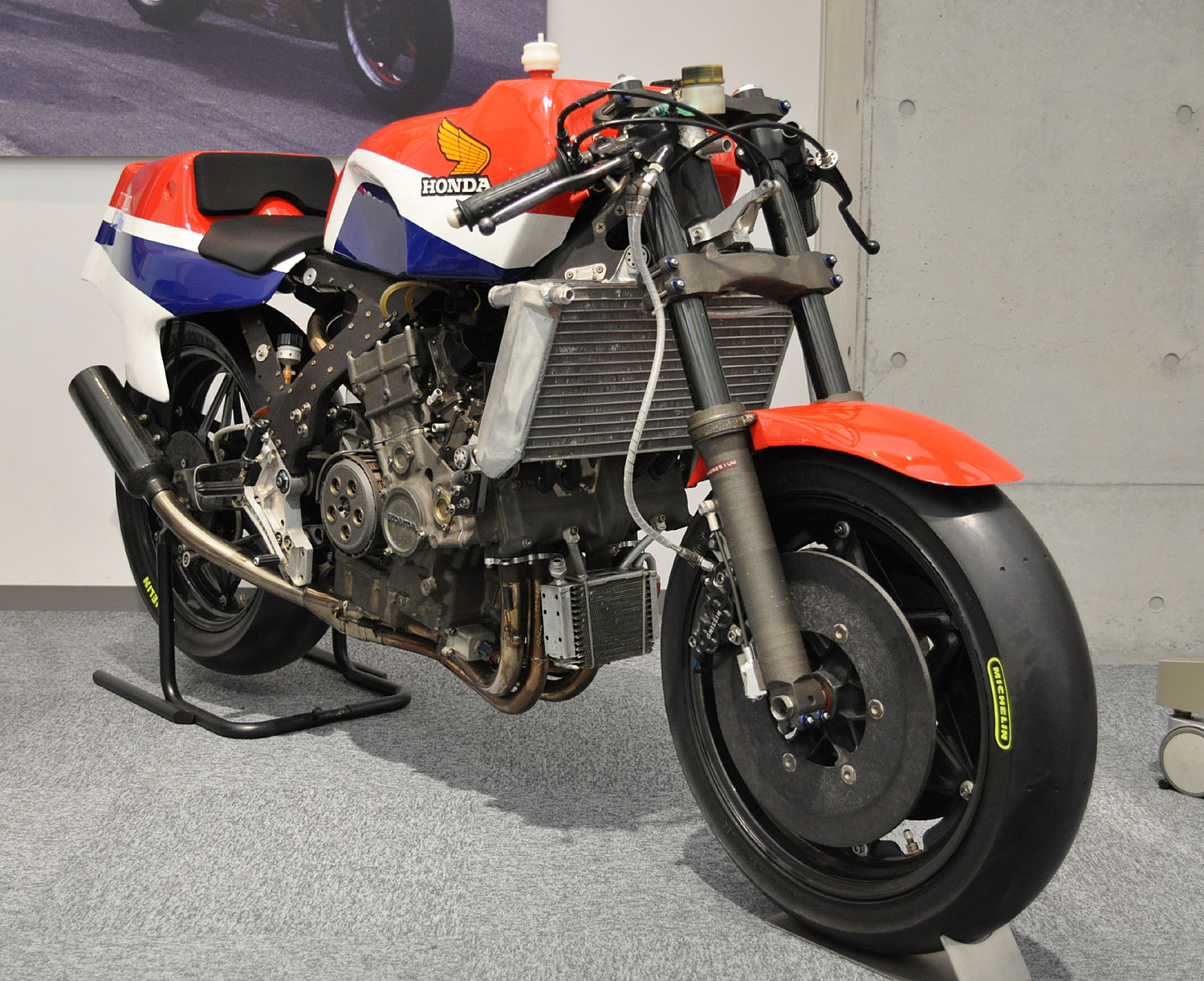
1983年東京モーターショーに参考出典されたNR500(3Xモデル)

1983年 3X 東京モーターショー出展モデル
排気量 - 499.5cc
フレーム形式 - ダイアモンド
特記 - マクドネル・ダグラス社(現:ボーイング)の協力によりフレーム、ホイール、フロントフォークインナーチューブ、スイングアーム等がCFRP製で、エンジンにもチタン合金やマグネシウム合金を多用したモデル

#### 開発までの経緯
NR500は1979年にホンダがロードレース世界選手権(WGP)復帰するに際して開発した4ストロークエンジン搭載レーサーモデルである。革新的な技術のもとに勝利するというテーマから、New Racingを略してNRと名付けられた。
当時のWGPはスズキのRGシリーズやヤマハ・YZR500に代表される2ストロークエンジン車がタイトルを独占していた時代であったが、ホンダが社として、“うちは4ストローク屋”という意識から4ストロークエンジンを推進していたこと、他社の真似はせず独自の技術を開発するという創業者・本田宗一郎以来の社風、またこれ以前の参戦では最高峰の500ccクラスにおけるライダー及びコンストラクター・タイトルを獲得できなかったこと等の理由から、4ストローク500ccでのマシン開発が決定した。
また、技術者を育成し、開発した技術を市販車に生かすという「走る実験室」としての目的も兼ねており、開発チーム(NRブロック)はレース経験のない若い技術者を中心に結成された。

#### WGPでの苦戦と開発の断念

##### 1979年
1979年6月のプレス発表で初めて公に存在を示したNR500だが、実際にWGP 500ccクラスにデビューしたのは8月に入ってからの第11戦イギリスGPだった。片山敬済とミック・グラントという二人のライダーに託されたNR500は、予選では片山がトップから7秒遅れのタイムで予選通過、グラントはトップから8秒遅れで予選通過タイムを出すことができなかったが主催者の特別措置によって決勝に出場することができた。しかし決勝ではスタート直後にグラントが自らのマシンから噴き出したオイルに乗って転倒した上にマシンは炎上、片山も点火系トラブルで数周でリタイヤを喫してしまう。片山とグラントは最終戦フランスGPにも出場したが二人とも予選落ちという、NRにとって基本的な性能の面で他社マシンと比較せずとも、そもそもグランプリを戦えるレベルのマシンに達していないということが露呈したデビューイヤーとなってしまった。

##### 1980年
1980年型のNR500はアルミモノコックフレームではなく、鋼管ダイヤモンドフレームを採用して登場した。一般的なスチールフレームの半分以下という軽量さが利点のアルミモノコックフレームであったが、実戦においてキャブレターのセッティング変更にもエンジンの積み下ろしをしなければならないというエンジン上方の整備時の劣悪性が深刻な問題となり、シーズン開幕直前のテストでモノコックフレームの廃止が急遽決定した。新たに設計する時間的な余裕がなかったため、この年のフレームはマン島TTレースなどで実績のあったイギリスのフレームビルダーのものが採用された。エンジンも大幅な仕様変更を受け、前年のサイドカムギアトレーン駆動方式からセンターカムギアトレーン駆動方式となって耐久性が大幅に向上するとともに出力も19,000rpmで120ps以上にまで高められた。その反面、耐久性確保のためにエンジン重量が65kg程度に増加し、約50kgだった同時代の他社の500cc2ストロークエンジンに対して不利となった。
しかし、レースとなるとエンジンは前年に比べ格段に戦闘力が向上していたものの、元々基本設計が古かったフレーム剛性不足が問題となった。この年はフィンランドGP、イギリスGP、西ドイツGPの3戦に出場し、片山敬済がイギリスで15位、西ドイツで12位と完走するものの前年に続いてNR500はポイントを獲得することはできなかった。それでもフィンランドGPの直前にミサノで行われたインターナショナルレースに出場した片山が5位に入賞しており、前年の「走ることすら難しい」という状況からは脱しつつあった。

##### 1981年
1980年のシーズン中から新たな専用フレームの設計に着手されており、1981年のNR500は当時のスタンダードであるスチール製ダブルクレードルフレームとなった。エンジンはシリンダーヘッド周りのコンパクト化などによりV型エンジンにおいて理想的なエンジンバンク角である90度となり、前年モデルらと比較するとさらに高回転化され、材質の変更や加工精度の向上などもありほぼ当初開発時における目標数値である130ps/19,500rpmの出力と56kgまでの軽量化を達成した。
この年のNR500はグランプリの開幕戦からエントリーし(ライダーは片山)、第6戦までで13位完走が1回と相変わらず結果は残せなかったものの、成績が悪い原因は始動性の悪さとマイナートラブルによるものが大きく、レーシングマシンとしての実力は他社ライバルマシンに追いつきつつあるように思われた。このことは日本国内でNRの開発を担当していた木山賢悟が全日本選手権第6戦の鈴鹿200kmレースでNR500の初優勝を飾ったことでも証明された。そしてNRのポテンシャルを確認するために片山と木山以外のライダーを乗せることが検討され始め、当時AMAスーパーバイク選手権におけるホンダのエースであったフレディ・スペンサーを起用してNRでのグランプリ出場が決定する。
まず7月にラグナ・セカで開催されたインターナショナルレースに出場したスペンサーは予選ヒートレース(レース形式の予選)でYZR500を駆るケニー・ロバーツを破って1位を獲得。2ヒート制の決勝レースでは両ヒートともリタイヤに終わったものの、第1ヒートではリタイヤするまで2位を走行するという速さを見せた。そして8月のイギリスGP、予選11位からスタートで出遅れたスペンサーはベストタイムを更新しながら追い上げ、5位まで浮上したところでエンジントラブルによってリタイヤとなった。原因は2万回転以上にまでエンジンを回したことによるバルブスプリングの破損であった。この年はこれ以降のWGPレースにNR500が姿を現すことはなく、デビューからの2年間に比べれば大きく進歩を遂げたもののこの年もNR500はポイントを獲得することなくシーズンを終えた。
一方、NRブロック内では1980年の終わり頃から2ストロークエンジン搭載マシンの開発が密かに始まっており、1981年の12月にはモトクロス用2ストローク125ccエンジンをベースとした500cc3気筒エンジンを積む軽くコンパクトな新型2ストロークマシンが完成していた(これが1982年にNS500としてデビューすることとなる)。

##### 1982年
この年、格段の進歩を遂げた前年型から更なる熟成を目指したNRであったが、スペンサーや片山といった主だったライダーにはこの年デビューした2ストロークマシンのNS500が与えられ、グランプリでNRに乗るのはこの年から搭乗することになったロン・ハスラムのみとなった。しかしNRブロック内の開発ウェイトはNS500の方に大きくシフトしており、前年の終わりから開発が始まっていたNRのアルミフレームが実戦に登場したのは9月になってからの日本GP(全日本選手権)だった。結局、全日本選手権では木山が上位入賞を記録したが、グランプリの方では数戦で完走を果たしたものの最高位はベルギーGPの11位に留まり、NS500がデビューシーズンを開幕戦3位、ベルギーGPで初勝利を飾るなど好成績を挙げていたこともあって開発チーム(NRブロック)はNSの開発に総力を注ぐこととなり、NRのグランプリ向け実戦開発は事実上終了した。また前述の1981年日本GPがNR500の最後の実戦となった。

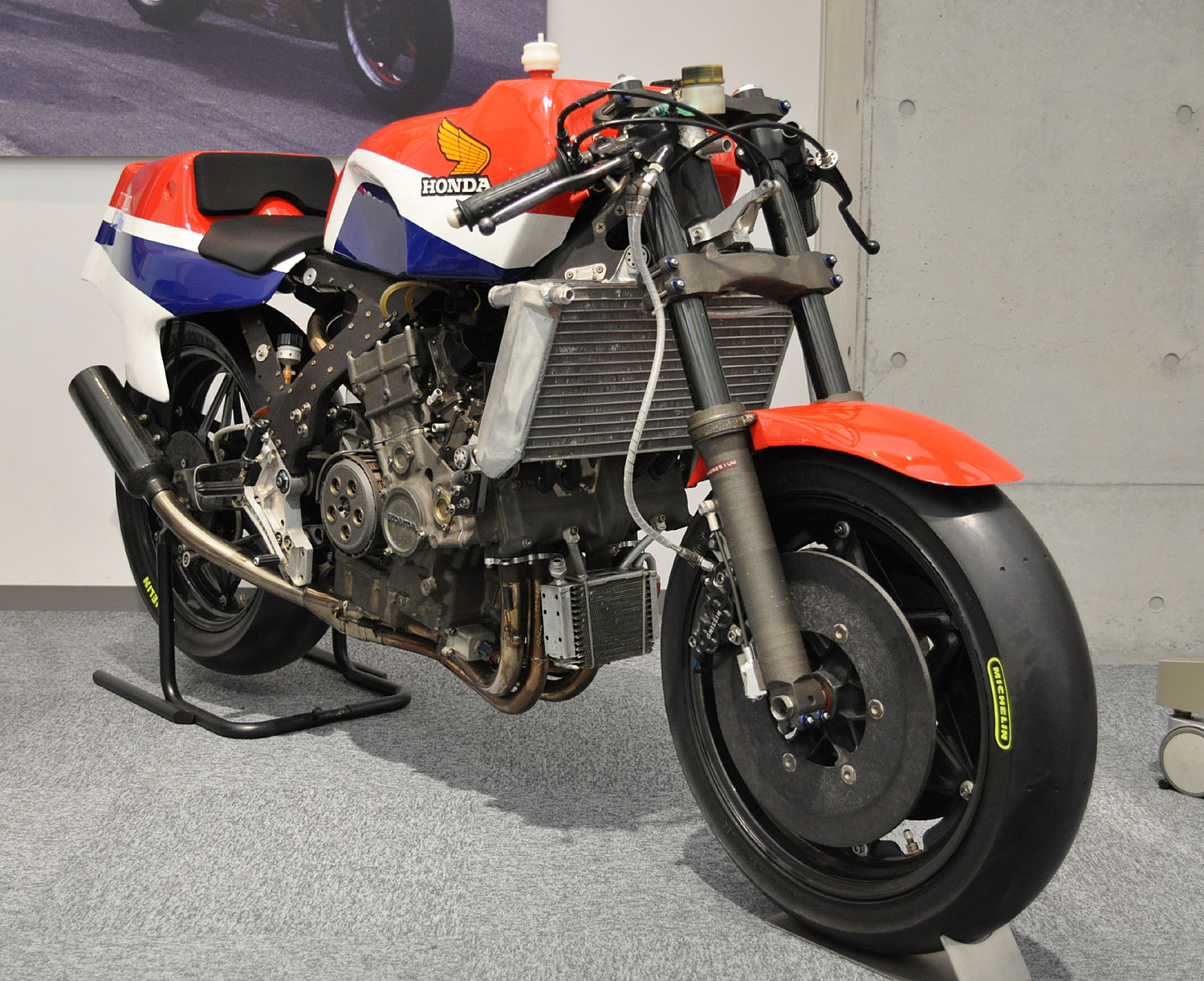
1983年東京モーターショーに展示されたカーボンフレームのNR500

##### 1983年
1983年開催の第25回東京モーターショーで、1台のNR500が参考展示された。これはフレームやスイングアーム、フロントフォークのインナーチューブまでといった足回りが炭素繊維強化プラスチック(CFRP)製、エンジンブロックはマグネシウム合金製、ボルト類はチタン合金製という当時最新の軽量素材をふんだんに使用したもので、グランプリ向けNRプロジェクトの集大成として135psのエンジン出力と125kgの車体重量を目指して試作されたものだった。ちなみに1982年型のNS500は122ps/118kg、同じく1982年型のヤマハ・YZR500は130ps/122kgである。しかしこのマシンはあくまでも実験車に留まり、参考展示時からアッパー及びサイドカウル、メーター類は装着されておらずレースを走ることはなかった。
NRの開発過程で得られたエンジンや車体設計技術は、市販車のVFシリーズ・VFRシリーズ・RVFシリーズ・VT250シリーズ(後にVTRへ発展)・VTR1000FなどホンダのV型エンジン搭載車にフィードバックされ、2020年時点ではVFR800F及び兄弟車種のVFR800Xが市販されていたが、2022年4月28日発表の「令和2年排出ガス規制」対応のため2022年10月生産分を持って生産終了が決定された。これによりホンダのV4エンジン搭載市販車は姿を消すこととなった。

#### レース戦績

##### ロードレース世界選手権
| 年   | ライダー             | 1      | 2       | 3       | 4       | 5     | 6       | 7       | 8      | 9       | 10    | 11      | 12      |
| ---- | -------------------- | ------ | ------- | ------- | ------- | ----- | ------- | ------- | ------ | ------- | ----- | ------- | ------- |
| 1979 | 片山敬済             | VEN -  | AUT -   | GER -   | ITA -   | SPA - | YUG -   | NED -   | BEL -  | SWE -   | FIN - | GBR Ret | FRA DNQ |
| 1979 | ミック・グラント     | VEN -  | AUT -   | GER -   | ITA -   | SPA - | YUG -   | NED -   | BEL -  | SWE -   | FIN - | GBR Ret | FRA DNQ |
| 1980 | 片山敬済             | ITA -  | SPA -   | FRA -   | NED -   | BEL - | FIN DNS | GBR 15  | GER 12 |         |       |         |         |
| 1980 | ミック・グラント     | ITA -  | SPA -   | FRA -   | NED -   | BEL - | FIN -   | GBR DNQ | GER -  |         |       |         |         |
| 1981 | 片山敬済             | AUT 13 | GER Ret | ITA Ret | FRA Ret | YUG - | NED Ret | BEL -   | RSM -  | GBR -   | FIN - | SWE -   |         |
| 1981 | フレディ・スペンサー | AUT -  | GER -   | ITA -   | FRA -   | YUG - | NED -   | BEL -   | RSM -  | GBR Ret | FIN - | SWE -   |         |
| 1982 | ロン・ハスラム       | ARG -  | AUT -   | FRA -   | SPA -   | ITA - | NED 12  | BEL 11  | YUG -  | GBR 15  | SWE - | RSM -   | GER -   |

- 凡例
- 当時は10位までポイントが与えられた。
- 1980年の片山敬済は序盤3戦でスズキ・RG500を使用して出場し、ポイントを獲得している。

##### その他の戦績
WGPでは全く成績の奮わなかったNR500であるが、日本では1981年6月の鈴鹿200kmレース・国際AB500ccクラスで木山賢悟がポールポジションを獲得。6月14日の決勝では無給油で200kmを走り切る作戦で後続の2ストローク勢に約2秒の差を付けての勝利を飾っている。
また、アメリカのラグナ・セカで同年7月に開催されたインターナショナル・レースの予選ヒート(レース形式の予選)においてフレディ・スペンサーがケニー・ロバーツらのWGPライダーを押さえてゴールインしている。しかしこれはあくまでも予選であり、ロバーツらが乗っていたのは最新鋭のレーサーでもなかった(翌日の決勝は第1・第2ヒート共にメカニカルトラブルでリタイア)。

### NR750
NR750は水冷V型4気筒DOHC32バルブバンク角85度V型4気筒排気量749ccのガソリンエンジンを搭載した耐久レース用の競技専用車両である。

#### 主要諸元
NR750
エンジン - 水冷4ストローク・DOHC32バルブ・バンク角85度V型4気筒ガソリンエンジン
排気量 - 748.76cc
最高出力 - 155ps/15,250rpm
最大トルク - 7.76kgm/12,500rpm
乾燥重量 - 155kg
変速機 - 常時噛合式6段
フレーム形式 - アルミニウム製ダイヤモンド
懸架方式 - 前・テレスコピック、後・片持ちスイングアーム(プロアーム)

#### 開発までの経緯

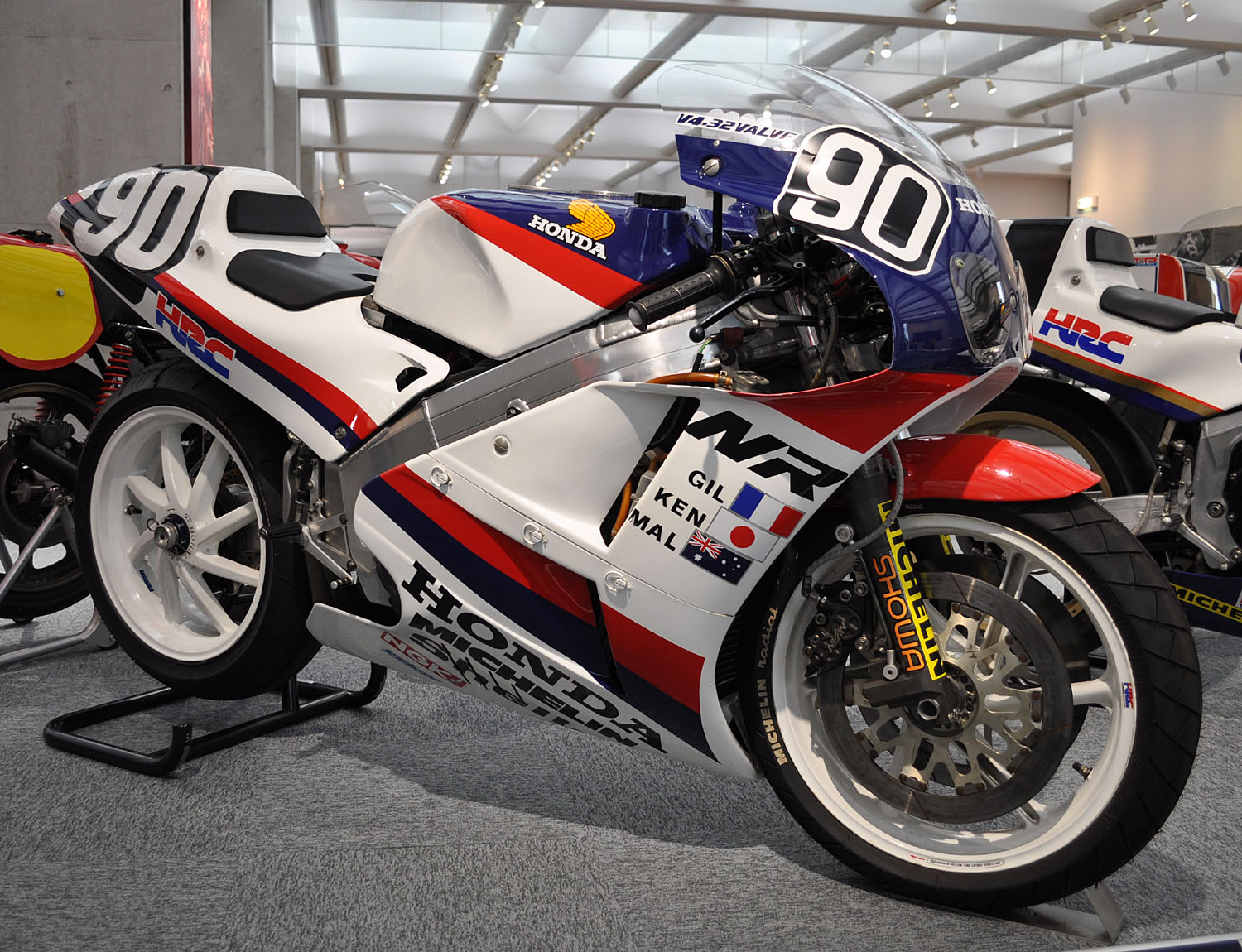
NR750

不本意なまま終わったグランプリモデルNR500の挑戦にけりを付けるべく、またNRブロック立ち上げ当初からの目的であった将来の市販化に向けた耐久テストを兼ねて、1984年末からHRCが開発に着手。当初は1986年開催のデイトナ200マイルレースへの参戦を目標に開発が進められたが、1986年度から競技専用車両の参戦が禁止されたため、翌1987年のル・マン24時間耐久ロードレースに目標を変更して開発された。

#### レース戦績
WGPやNR250ターボ開発での経験を生かし徹底的に熟成された長円エンジンは、1986年10月の時点でエンジン出力156.5psを発揮。翌1987年4月開催のル・マン24時間レースではマルコム・キャンベル、ジルベール・ロイ、根本健という、職業ライダー1人にジャーナリスト2人の3人組をライダーに採用するなど、参戦はレース制覇だけではない違う目的を持っていたと考えられる。ゼッケンナンバー「90」で出場し、予選をトップのRVF750から0.3秒遅れの2位で通過。決勝ではスタートから3時間半後にエンジントラブルによりリタイアという結果に終わった。
同年秋にはオーストラリアのスワンシリーズの3レースにも参戦し、第2戦第1ヒートでマルコム・キャンベルのライディングによって優勝。NR750が国内外のメジャー・レースで勝利したのはこの1勝のみである。

## NR(市販車)

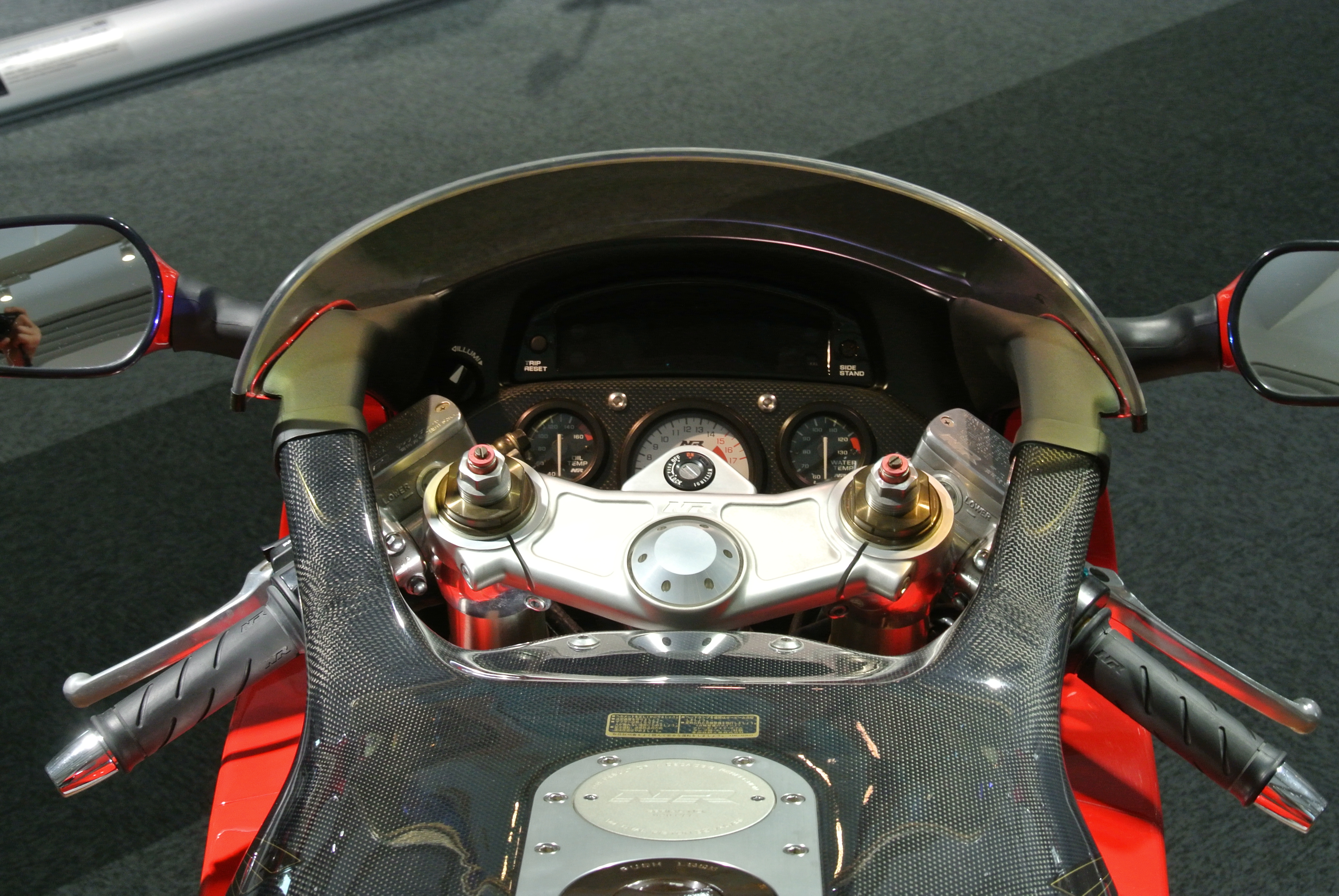
コクピット周り

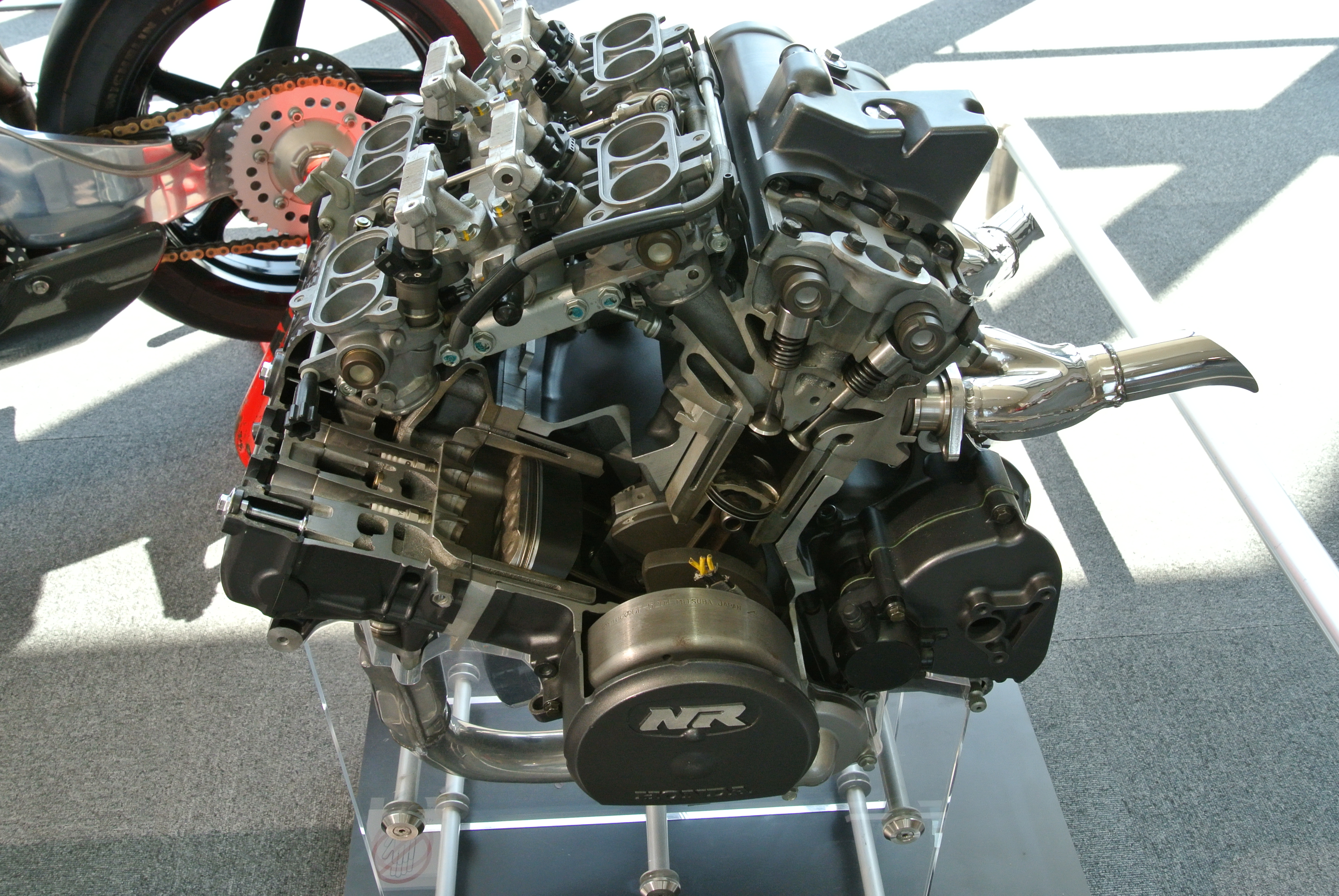
搭載エンジンカットモデル

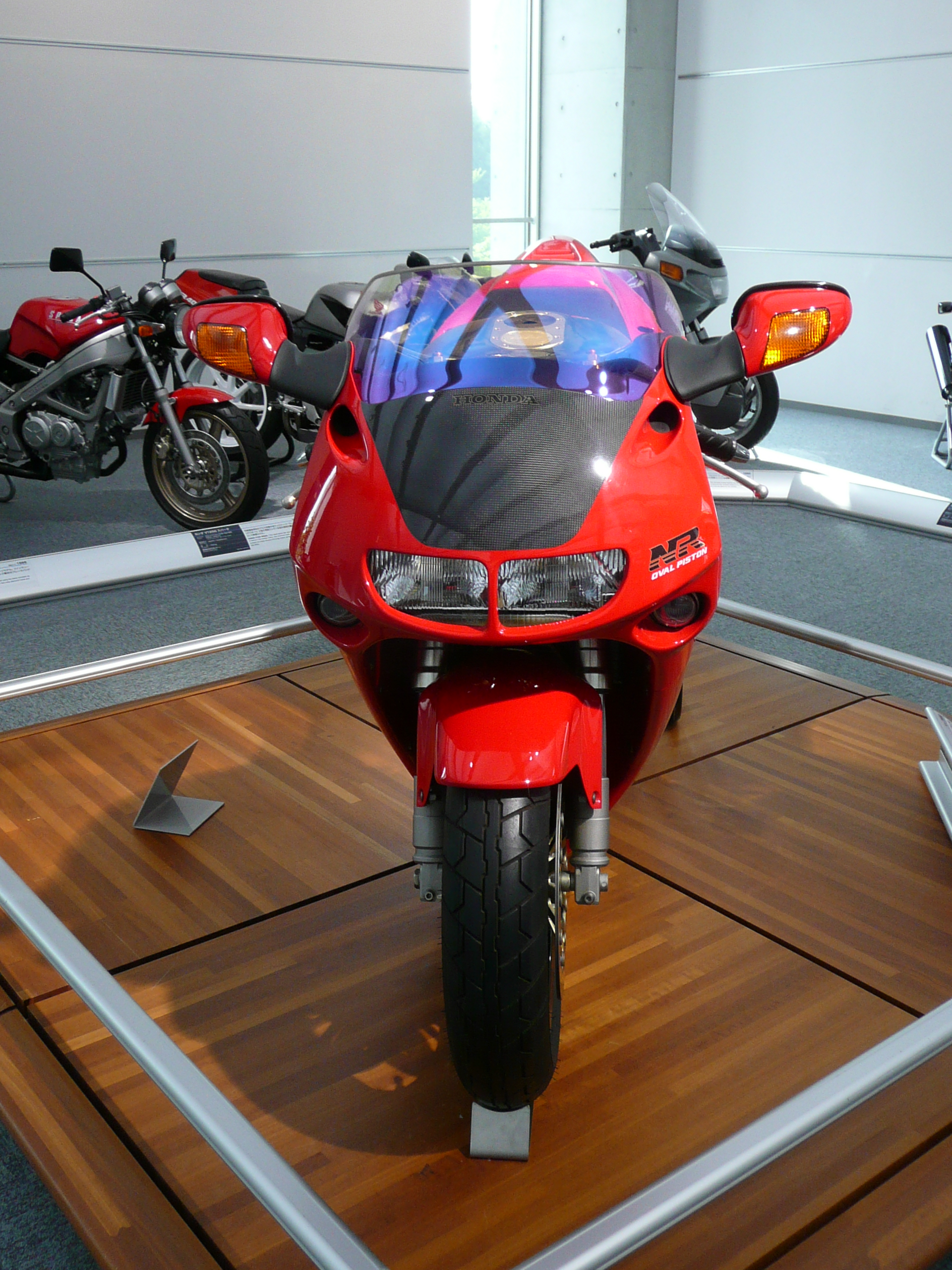
フロントビュー

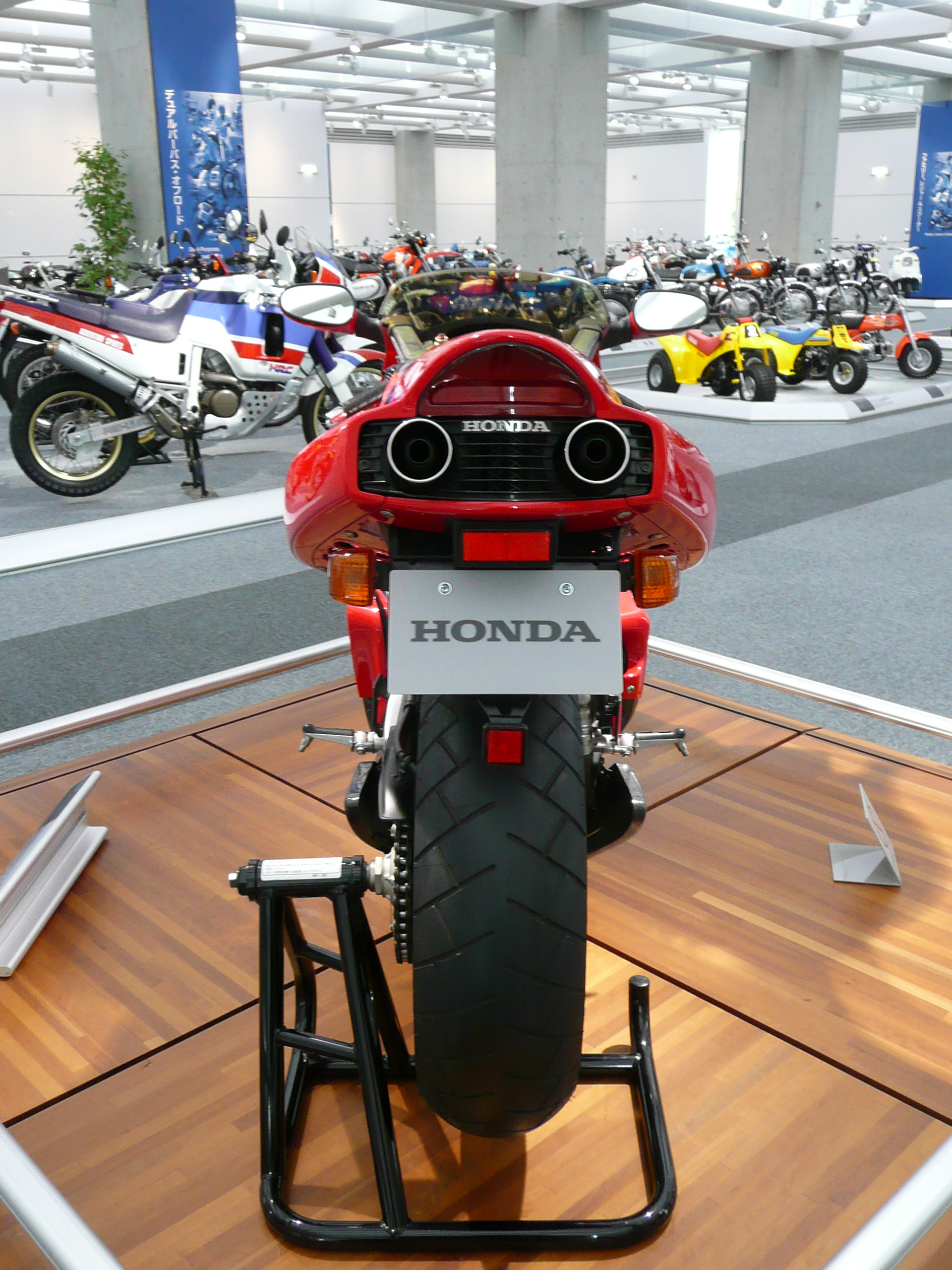
リアビュー

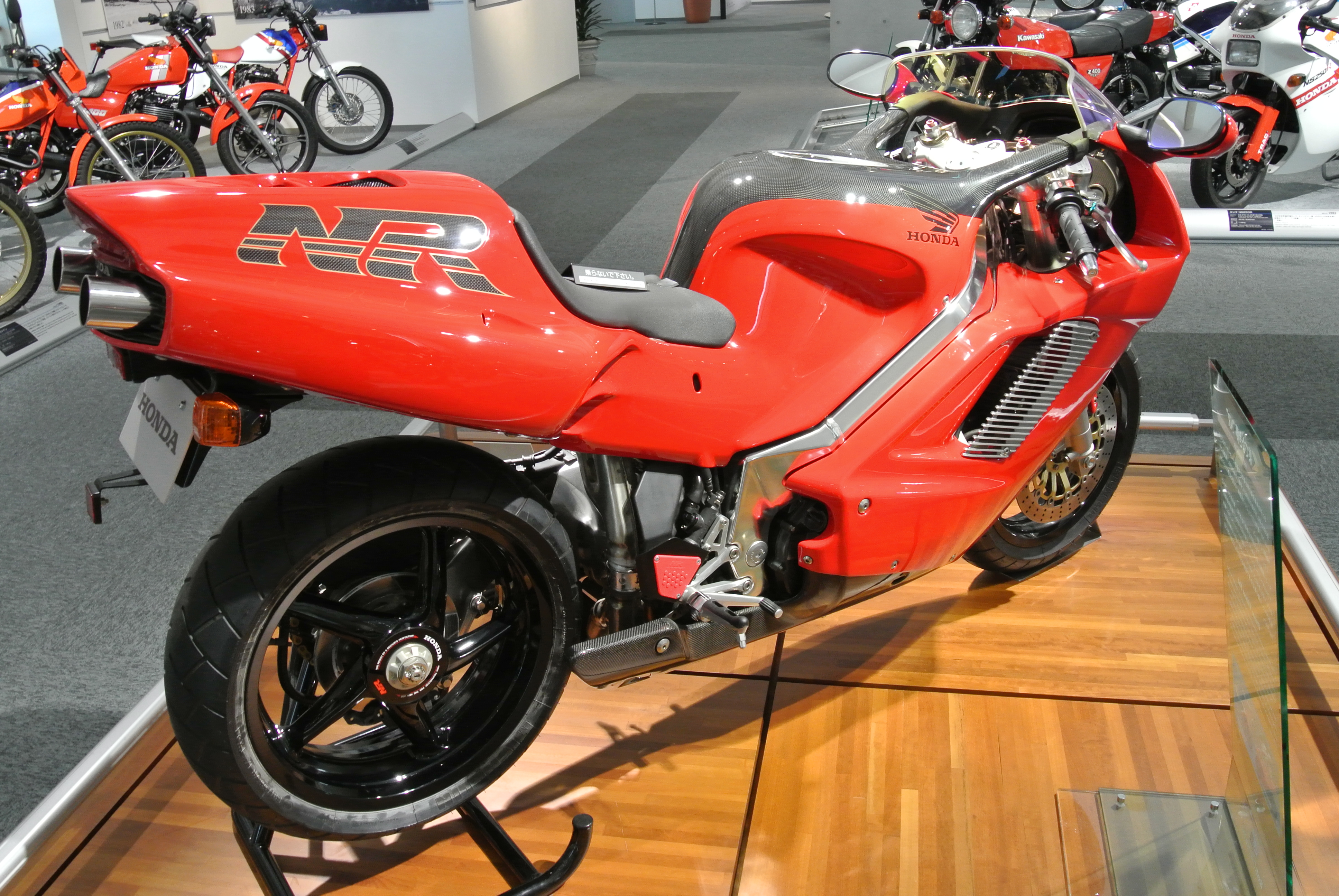
右側サイドビュー

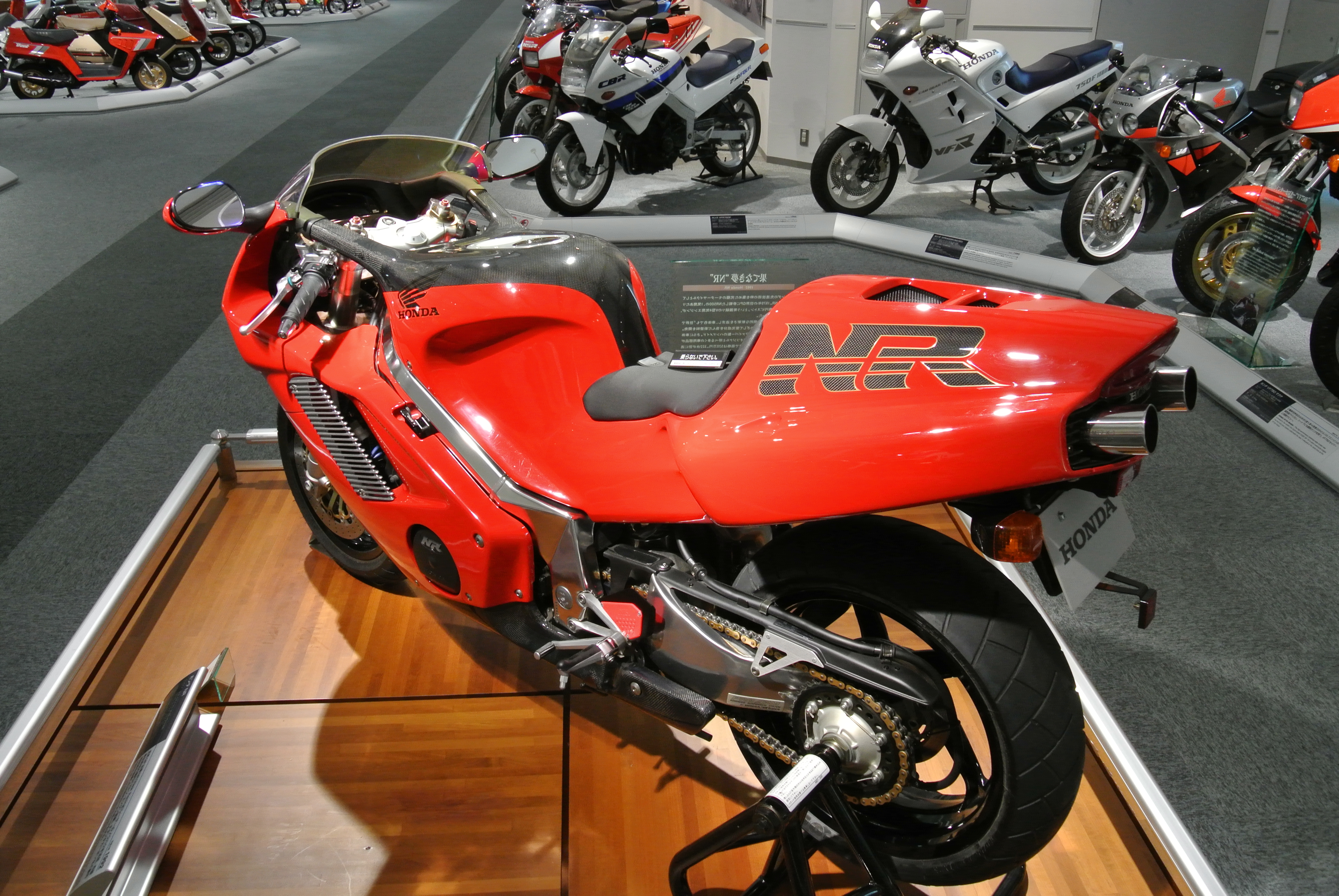
左側サイドビュー

NRとは、1992年に本田技研工業が発売した世界で唯一かつ世界初の楕円ピストンエンジンを搭載した排気量750ccの市販オートバイである。

### 搭載エンジン解説
レース用車両のNR500とNR750のエンジンのピストンは(俗に楕円と呼び慣わされているが)、交通信号機を見て思いついたという逸話にもある通り、正確にはオーバル(二つの半円を直線で繋げた陸上競技のトラックのような)形状である。
長円はピストン面積に対する給排気バルブの面積比を大きく取れ、給排気効率は高い。しかし半円から直線に繋がる部分で曲率が不連続になるので、ピストンとシリンダーの気密性を維持することが困難であると同時に、金属加工が難しく量産に向かないという問題があり公道走行を前提としないレースマシンでは問題にならなかったが、市販車として発売する以上ある程度の量産性が確保できないという点が問題視された。そこで、市販モデルのエンジンでは、楕円に沿って移動する円が形成する「正規楕円包絡線円」とした(以上の詳細は「楕円ピストンエンジン」の記事を参照)。この形状は、ピストン面積に対する給排気バルブの面積比を長円とほぼ同程度に確保することができる上、曲率変化が連続的であるため気密性に良好である。また加工性にもすぐれており、市販品としての量産が実現できた。

### 開発までの経緯
（この節の出典：）
NRブロック立ち上げ当初からの「開発した技術を市販車に生かす」という目的を具現化すべく、1981年から楕円ピストンエンジンを搭載したオートバイの量産化計画が立ち上がり、周辺技術の研究がスタート。開発当初は先述の耐久レーサーであるNR750のレーサーレプリカモデルとして計画されていたが、先に登場していた同社のホモロゲーションマシンであるVFR750R(RC30)との競合を避けるためと、「エンジンの歴史上はじめてスペシャルなパワーユニットを搭載するのだから、完成車としてもこれまでにない近未来のマシンとするべきだ。」という意見が開発エンジニアの中から出たこと、当時のオートバイブームとバブル景気も相まって、NR750の純粋なレーサーレプリカモデルではなく、ホンダのオートバイにおけるフラグシップモデルとしての車両コンセプトに変更された。またこのフラッグシップモデルとするべきと言う意見を元NRプロジェクト・チーム監督で当時朝霞研究所総括責任者、のちの本田技研社長となる福井威夫が取り上げたからでもある。そのため本モデルのキャッチフレーズは「21 Century's New Road Sports」とされキーワードは「ダイナミック＆エレガンス」となりマシンが備えるべき条件は以下のようになった。
- 出力特性は高出力を発揮するフラットでワイドなパワーバンドを与える。
- 意のままにコントロールできる高い運動性能を与える。
- 快適性と安定感に寄与するエアーマネジメント(不快な走行風をコントロールする)を持つ。
- 高速走行でも安心なインパネ(メーター類の見やすさ)視認性を装備する。
- 見やすさ、見られやすさの向上を図る(事故の可能性を減らすために、ライダーが前方を見やすくし、また他の車からも見られやすくなっていること)。
- ハイクオリティパーツ群で構成すること。

NRの開発に伴い、様々な新技術が開発された。
- 正規楕円包絡線円ピストン
  - レース向けエンジンでは長円型を用いていたが量産には向かない(量産するには機械加工時間がかかりすぎる)ので新たに技術開発を行った
  - 生産技術開発及び生産機械開発を行っているホンダエンジニアリングでNR専用加工機の開発が行われエンジンの量産を可能にした
- オールジュラルミン鍛造フレーム
  - 鍛造にすることで薄肉化が可能となりたわみの均一化に寄与できる
  - 鍛造化でフレームのバフ仕上げが可能となり外観品質も大きく高まった
- 8インジェクター燃料噴射装置
  - リニアレスポンスの実現のため従来主流のキャブレターに代わり電子制御燃料噴射装置(EFI＝Electric Fuel Injection)を開発(のちのPGM-Fiとは別物である)
  - ただしO2センサを使ったフィードバック制御(ノックバック制御、リアルタイム空燃比制御)はなく、スロットル開度・エンジン回転数・吸気圧センサによるシンプルな制御になっている
  - 所謂オートチョーク(ホンダで言うオートマチック・バイパス・スターター・システム)は搭載されておらずキャブレター車のように手動チョークである
  - V型4気筒エンジンと言うものの楕円ピストンの使用により超高回転を特徴とすることから1気筒あたり2本の計8本8インジェクター(燃料噴射ノズル)とすればキャブレターより何倍も優れた精密かつ高い性能を発揮することが研究で判明したため
  - そのためクランクパルサー、カムパルサー、気圧センサー、水温センサー、スロットルセンサーの計7つのセンサーを搭載しこれらから入手される情報を16ビットマイクロコンピューターが瞬時に計算し最適な燃料噴射量を決めている
- 可変式吸気ダクトシステム
  - 吸入空気量もマイクロコンピューター制御することで、より燃料調整機能が高まった
- 蛍光塗装外観(高彩度外観)
  - 従来の蛍光塗料は経年劣化で色あせが発生してしまうが色あせが発生しない塗料を沖縄で行った屋外暴露試験の結果から研究を行ったところドイツの塗料メーカーが開発した蛍光調合材が適していることが判明し採用された
- カーボンファイバー・フェアリング
  - カーボンファイバーフェアリング自体はCB1100RやVFR750R(RC30)等で部分的に採用し軽量化に貢献してきたがカーボンファイバーの網目模様を外観デザインに採用するためカウリングすべてカーボンファイバーとしたのは本モデルが初の試みである
  - カーボンファイバー自体は非常に剛性が強い素材であるため整列したカーボン目を見せるため製造に携わる作業員の熟練度でカバーし生産にこぎつけた
- チタンコート・スクリーン
  - 参照画像のようにキラキラと7色に変化するコーティングが施されているがスクリーンのような大きな部品をチタンコートできる装置は容易に見つからなかったものの三重県松阪市のメーカーにあることを突き止めたが、それを可能とする技能を持った技術者は年配の方1名しかおらず製造される数がなかなか安定しなかったそうである
- 立体表示メーター
  - 走行中にメーターを見るが目線移動量を減らすために数枚のミラーを使って目線移動量の少ない位置にメーターを疑似表示させる方法である
  - 静止状態では奥深い位置(注視できる位置)に表示されるようになっている
- ハイマウント・ウインカー
  - 見られやすさ(被視認性)向上のためST1100に続いてバックミラー内部にウインカーを内蔵した
  - またこのバックミラー一体ウインカーは品番こそ異なるものの同様の形状を維持してCBR1100XX Super BlackBirdにも採用されている
- プロジェクター・ヘッドライト
  - これも見られやすさ向上のための技術でありオートバイではいち早い採用となった
  - しかしテスト走行を実施している最中に「近くにいる筈なのに遠くにいるように見える」とテストライダーから指摘が入りサブヘッドライトとして超薄型のプロジェクターヘッドライト2つを下に追加設置することとなった
  - 結果としてヘッドライトが4灯も点くこととなり充分すぎる特徴的なフロントビューと夜間走行時の前方視認性・被視認性が向上し安全性も増すこととなり思わぬ余禄が得られた成功事例となった
  - しかしこのプロジェクターヘッドライトは輸出仕様のみの採用となり国内仕様には装備されなかった
- エアスポイラー
  - デザイナーがF1マシンの様なエアスポイラーを装備することを考えテストマシンに実際に搭載しテスト走行が行われた
  - 「直線コースなどでは非常に効果的な機能を発揮するもののワインディングコース(コーナーが連続するコース)ではライダーの意のままにならない症状が現れる」とテストライダーから指摘され、バンク角検出センサーを搭載し電動可変スポイラーとする案も考えられたものの開発費が膨大になることが予想され、市販に当たっては採用が見送られた
  - しかし発売から30年近くたった昨今のMotoGPマシンやスーパースポーツマシンでは積極的にスポイラーやウイング、グラウンドエフェクトを意識したカウルが装着されており、このことを鑑みると90年代にオートバイにスポイラーを搭載するというアイデアは非常にエポックメイキングであった
- 油圧タペット調整機構の採用
- オートバイ用可変バルブタイミング機構であるHYPER VTECに繋がるバルブ休止機構
- デュアル・コンバインド・ブレーキ・システム(D-CBS)
  - デュアル・コンバインド・ブレーキ・システム(D-CBS)と言う名称の前後連動ブレーキも開発されたがこのD-CBSは本モデルには搭載されず'93年型CBR1000F(SC31)より搭載された。

これら新技術はすべてが採用されたわけではないがその後の車両開発に役立ったものも多い。
1990年のモーターショーでプロトタイプを発表、1992年5月25日に発売された。1992年の日本国内での販売計画は300台。
輸出仕様の最高出力は130ps/14,000rpmだったが、日本仕様は当時の国内馬力自主規制値に合わせた77ps/11,500rpmだった。
後述のロリス・カピロッシのライディングによって当時の750cc市販車の最速記録をいくつか樹立するなど高い性能を示す。しかし、販売を前にバブル景気が崩壊、販売値段も520万円と高額な車両であったため納車前段階でのキャンセルが相次ぎ、生産終了後数年たってもキャンセル車がディーラーで新車で購入可能なほど売れ残ってしまうという憂き目を見ることになる。
2005年をもって、ホンダとしてすべての予備部品製造などが終了。フラグシップとしての役割も中途半端なまま、NRは姿を消すこととなった。
世間ではよく『NR750』と呼称されるが、この呼び方は間違いで正式販売名称は『NR』である。
NR750が正式名称であるのは先述の耐久レーサーモデルのマシンである。

### 世界最高速度記録

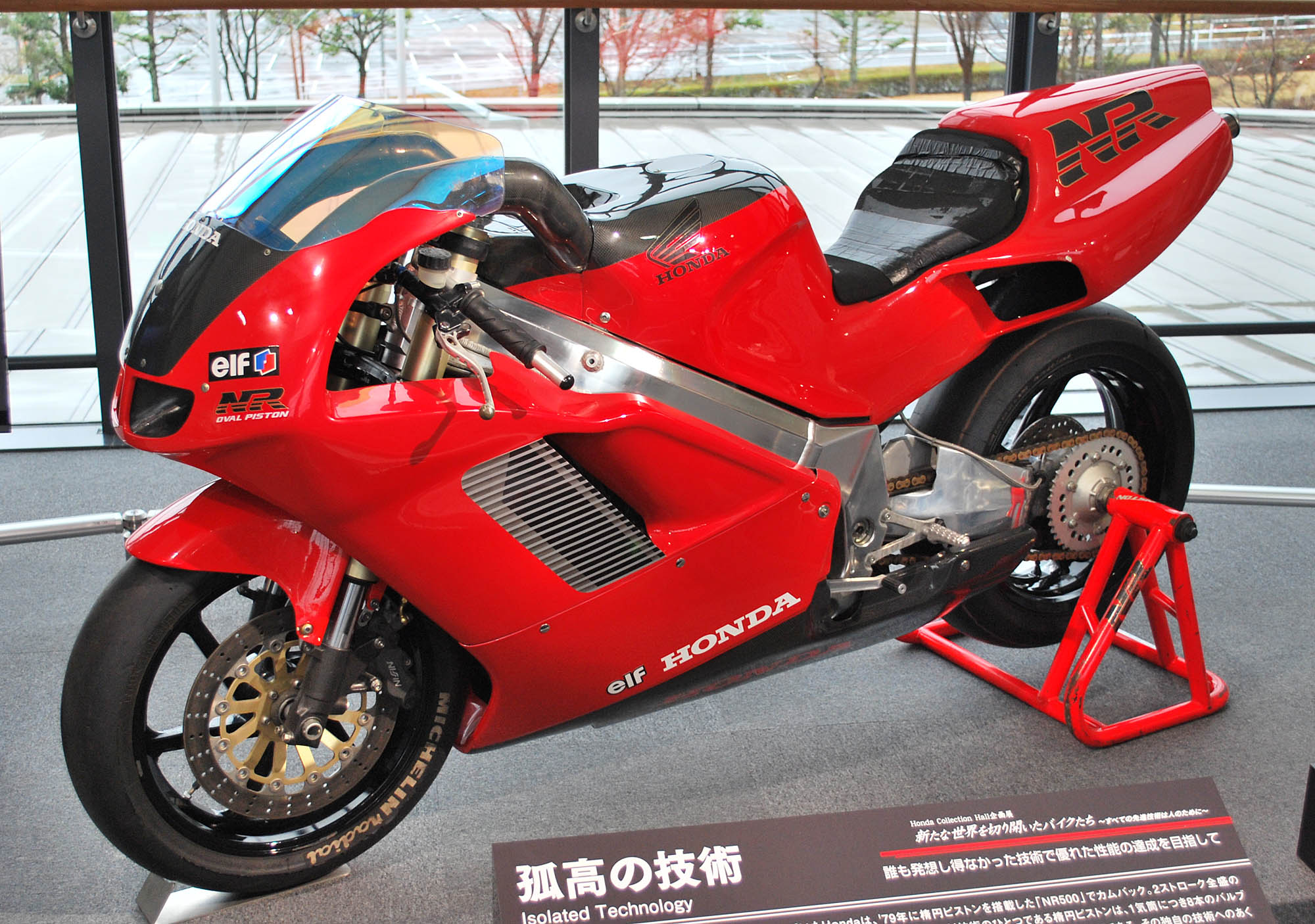
1993年8月に市販車750ccクラスで世界最高速度記録を樹立したマシン

1993年の8月28日-8月29日、イタリアのナルド・サーキットにおいて樹立。挑戦したクラスは750cc部門。ライダーにはロリス・カピロッシを起用。
使用したNRのエンジンは最大出力155ps/15,500rpmまでチューニングが施され、また灯火類やミラー等の保安部品を取り外し、サブフレームの簡略化、フロントブレーキ類も片方取り外すなどして車重を185kgまで軽量化したスペシャルマシンが用意された。また写真から見てもわかるようにラムエアダクトも吸気口が変更され、市販モデルではミラー付け根の下方にあったが記録用マシンでは取り外されたヘッドライトの部分に吸気口が変更されている。
- 299.825km/h-ローリングスタート1km右・左周回平均速度
- 299.788km/h-ローリングスタート1マイル右・左周回平均速度
- 221.219km/h-スタンディングスタート 1マイル往復平均速度
- 283.551km/h-スタンディングスタート10km平均速度

なお、ローリングスタートの初回挑戦では1マイル平均304.032km/hを記録している。

## エピソード
- HRCのホームページでNRの集合写真やオーバルピストンの写真をパソコン用の壁紙として配布している[20]。
- 4代目ホンダ・プレリュードのマイナーチェンジ時に発売された特別仕様車Private StageのCM前半部においてNR(市販車)が客演しており、その始動音を聞く事が出来た。